# فرانسيسكو دي لورينزو
فرانسيسكو دي لورينزو (بالإيطالية: Francesco De Lorenzo)‏ هو طبيب وسياسي إيطالي، ولد في 5 يونيو 1938 في نابولي في إيطاليا. نشط حزبياً في الحزب الإيطالي الليبرالي.

## مناصب
- انتخب وزير البيئة [الإنجليزية]‏ (1 أغسطس 1986 – 18 أبريل 1987).
- انتخب وزير الصحة (28 يونيو 1992 – 21 فبراير 1993).
- انتخب وزير الصحة (13 أبريل 1991 – 28 يونيو 1992).
- انتخب وزير الصحة (23 يوليو 1989 – 13 أبريل 1991).
- انتخب عضو مجلس النواب في الجمهورية الإيطالية.